# 大和市立下福田中学校
大和市立下福田中学校（やまとしりつ しもふくだちゅうがっこう）は、神奈川県大和市福田にある公立中学校。

## 学校教育目標
1. 知性の高まりをめざす
2. 自主正善をめざす
3. 健康をめざす

## 学区
- 代官3丁目、4丁目
- 福田（小田急線西側）

## 進学前小学校
- 大和市立下福田小学校
- 大和市立渋谷小学校